# Baildon
Baildon – wieś w Anglii, w hrabstwie ceremonialnym West Yorkshire, w dystrykcie metropolitalnym Bradford. Leży 16 km na zachód od miasta Leeds i 283 km na północny zachód od Londynu. Miejscowość liczy 15 368 mieszkańców.